# Herrera de Soria
Herrera de Soria ist ein Ort und eine nordspanische Gemeinde (municipio) mit nur noch 11 Einwohnern (Stand: 2024) in der Provinz Soria der Autonomen Gemeinschaft Kastilien-León. Die Kirchengemeinde gehört zum Bistum Osma-Soria.

## Lage und Klima
Der Ort Herrera de Soria liegt am Rand des Naturparks Cañon del Río Lobos ca. 57 km (Fahrtstrecke) westlich der Provinzhauptstadt Soria in einer mittleren Höhe von ca. 1095 m. Das Klima ist im Winter rau, im Sommer dagegen gemäßigt bis warm; Regen (ca. 550 mm/Jahr) fällt übers Jahr verteilt.

## Bevölkerungsentwicklung
| Jahr      | 1857 | 1900 | 1950 | 2000 | 2017 |
| Einwohner | 207  | 253  | 257  | 23   | 9    |

Infolge der zunehmenden Trockenheit, der Mechanisierung der Landwirtschaft und des daraus resultierenden geringeren Arbeitskräftebedarfs ist die Zahl der Einwohner seit der Mitte des 20. Jahrhunderts stark rückläufig; hinzu kommt die Aufgabe von zahlreichen bäuerlichen Kleinbetrieben.

## Wirtschaft
Die Gemeinde ist traditionell landwirtschaftlich orientiert (Getreide, Sonnenblumen); auch Viehzucht wird in geringem Umfang betrieben. Früher lebten die Menschen weitgehend als Selbstversorger; nach der Verbesserung der Infrastruktur wird heute hauptsächlich für die städtischen Märkte produziert.

## Geschichte
Kelten, Römer und Westgoten hinterließen keine archäologisch verwertbaren Spuren. Im 8. Jahrhundert drangen die Mauren bis in die Region vor und wurden erst im 11. Jahrhundert zurückgedrängt (reconquista). Danach siedelten sich Christen aus dem Norden und Süden der Iberischen Halbinsel hier an (repoblación). Der Ort gehörte im 18. Jahrhundert zur Gemeinde Ucero.

## Sehenswürdigkeiten
- Die Kirche Nuestra Señora de la Natividad scheint ein Bau des 16./17. Jahrhunderts zu sein. Die portallose Westfassade wird überragt von einem Glockengiebel (espadaña) mit angrenzender Glockenstube. Das Innere birgt zwei Tafelgemälde aus dem 13. bzw. 14. Jahrhundert.

Umgebung
- Der angrenzende Naturpark Cañon del Río Lobos mit seinen Wacholderbüschen und Eichenwäldern bietet zahlreiche Wander- und Erholungsmöglichkeiten.